# Illon
Der Illon ist ein Bach in Frankreich, der im Département Vosges in der Region Grand Est verläuft.

## Geographie

### Verlauf
Der Bach entspringt im südlichen Gemeindegebiet von Harol, entwässert generell Richtung Nordwest und mündet nach rund 13 Kilometern im Gemeindegebiet von Begnécourt als rechter Nebenfluss in den Madon.

### Zuflüsse
(Reihenfolge in Fließrichtung)
- Ruisseau du Neuf Étang (links), 1,01 km
- Ruisseau de l’Étang Chambaux (links), 1,21 km
- Ruisseau de Fontenaille (links), 1,16 km
- Ruisseau du Gueux (rechts), 1,97 km
- Ruisseau de Prêle (rechts), 1,47 km

### Orte am Fluss
(Reihenfolge in Fließrichtung)
- Longeroye, Gemeinde Harol
- La Rue, Gemeinde Harol
- Ville-sur-Illon
- Les Ableuvenettes
- Gelvécourt, Gemeinde Gelvécourt-et-Adompt
- Adompt, Gemeinde Gelvécourt-et-Adompt
- Begnécourt

## Sehenswürdigkeiten
- Château Lobstein, Schloss im Stil des 19. Jahrhunderts am Flussufer in Ville-sur-Illon – Monument historique[5]